# Julie Godel

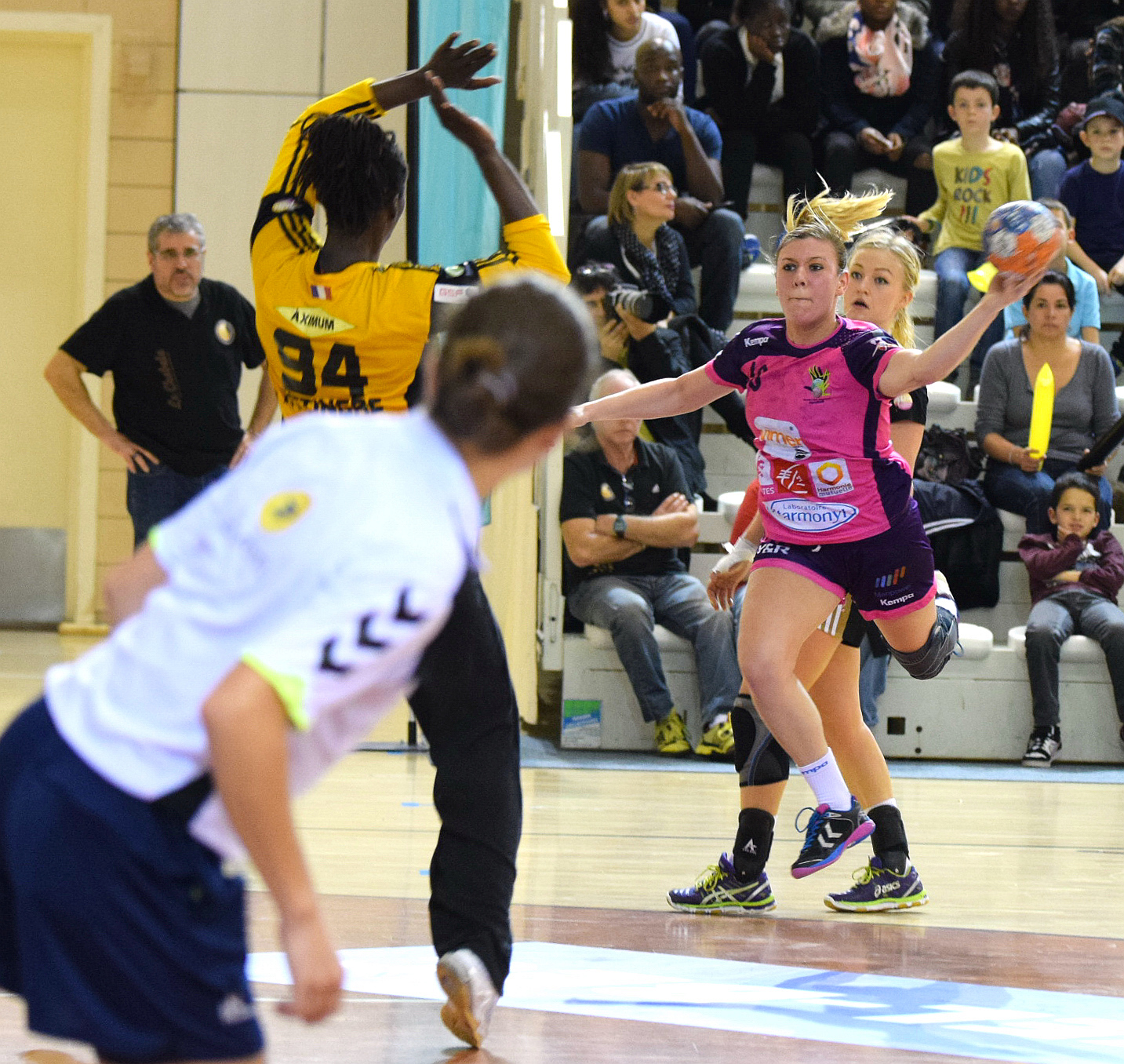
Tir à l'aile lors du match Issy Paris Hand / Nantes LAH du 06 novembre 2015.

Julie Godel est une joueuse de handball française née le 30 janvier 1993 à Strasbourg, évoluant au poste d'ailière droite au Nantes Loire Atlantique Handball.
Après avoir commencé sa carrière professionnelle à l'ES Besançon, elle rejoint le Nantes LAH à l'été 2013. Non conservée, elle quitte Nantes à l'été 2016.

## Palmarès

### En sélection
- vice-championne du monde junior en 2012[3]
- 4e au championnat du monde jeunes en 2010[4],[5]